# Goderdzi Berdelidze
Goderdzi Berdelidze (en georgiano: გოდერძი ბერდელიძე; 14 de julio de 1996) es un deportista georgiano que compite en halterofilia. Ganó una medalla de plata en el Campeonato Europeo de Halterofilia de 2025, en la categoría de 61 kg.

## Palmarés internacional
| Campeonato Europeo | Campeonato Europeo  | Campeonato Europeo | Campeonato Europeo |
| Año                | Lugar               | Medalla            | Categoría          |
| ------------------ | ------------------- | ------------------ | ------------------ |
| 2025               | Chisináu (Moldavia) | Medalla de plata   | 61 kg              |